# Ion Creangă, Neamț
Ion Creangă este satul de reședință al comunei cu același nume din județul Neamț, Moldova, România.
Prima atestare istorică a existenței acestui sat e consemnată într-un document emis la Suceava în vremea lui Ștefan cel Mare, datat 14 octombrie 1473 ( 6981).